# Skeletá
Skeletá es el sexto álbum de estudio de la banda sueca de heavy metal Ghost, que fue lanzado el 25 de abril de 2025 a través de Loma Vista Recordings y fue precedido por los sencillos «Satanized», «Lachryma» y «Peacefield».

## Lanzamiento
Skeletá es la continuación del álbum de estudio de la banda Impera (2022), y se describe como su "trabajo más introspectivo y decidido hasta la fecha". Se informó que incluye letras de la recién instaurada Perpetua y muestra una variedad de "perspectivas emocionales individuales y distintivas". La banda anunció el álbum junto con el lanzamiento del sencillo principal, "Satanized", el 5 de marzo de 2025. El vídeo, desarrollado por la banda junto con Jason Zada, permite a los fans integrarse en el video. El segundo sencillo del álbum, "Lachryma", se lanzó el 11 de abril de 2025. El tercer sencillo, "Peacefield", se lanzó el 22 de abril de 2025.
Junto con el anuncio del álbum, la banda reveló al nuevo líder de la banda "Papa V Perpetua". Se dijo que su debut vocal en el sencillo principal, "Satanized", trata sobre "posesiones demoníacas" y sucumbe a "fuerzas oscuras".

## Composición
Musicalmente, el álbum ha sido descrito como hard rock, arena rock, pop rock, y el pop metal.

## Promoción
Para promocionar el álbum, la banda se ha embarcado en el Skeletour, que consta de cincuenta y cinco fechas, del 15 de abril al 24 de septiembre de 2025. La gira incluye fechas en Estados Unidos, Europa y México, y se dice que celebra sus "producciones en vivo más espectaculares", así como la "etapa más ambiciosa de su carrera".
De forma un tanto polémica, la banda decidió no permitir teléfonos en los recintos de la gira. Esto provocó una gran aglomeración de asistentes antes de su concierto en Birmingham, Inglaterra, mientras el personal revisaba los bolsos en busca de teléfonos móviles.

## Lista de canciones
Todas las canciones escritas y compuestas por Tobias Forge, con contribuyentes adicionales señalados. 
| N.º | Título                  | Duración |  |
| 1.  | «Peacefield»            | 5:40     |  |
| 2.  | «Lachryma»              | 4:36     |  |
| 3.  | «Satanized»             | 3:56     |  |
| 4.  | «Guiding Lights»        | 3:24     |  |
| 5.  | «De Profundis Borealis» | 4:32     |  |
| 6.  | «Cenotaph»              | 4:17     |  |
| 7.  | «Missilia Amori»        | 4:31     |  |
| 8.  | «Marks of the Evil One» | 4:15     |  |
| 9.  | «Umbra»                 | 5:31     |  |
| 10. | «Excelsis»              | 6:01     |  |

## Personal
Ghost
- Papa V Perpetua  – Voz
- A Group of Nameless Ghouls – Guitarra, bajo, teclado, batería, guitarra rítmica